# クリスタルズ (アメリカ合衆国のグループ)
ザ・クリスタルズ（The Crystals）は、ニューヨークで結成されたアメリカの女性ボーカル・グループ。1961年から1964年にかけてフィル・スペクターのプロデュースにより、「恋のアップタウン」「ヒーズ・ア・レベル」「ハイ，ロン・ロン」「キッスでダウン」などのヒットを量産した。

## デビュー - 初期
1961年にバーバラ・アルストン、メアリー・トーマス、ドロレス・"ディー・ディー"・ケニーブリュー、マーナ・ジラード、およびパトリシア・"パッツィ"・ライトの5人で結成され、すぐにフィル・スペクターのレーベル、フィレス・レコードと契約。
彼女たちの最初のヒットは、1961年11月にリリースされた「There's No Other Like My Baby」で、Billboard Hot 100の20位まで上昇した。
続いて、バリー・マンとシンシア・ワイルのペンになる「恋のアップタウン」（Uptown）が2曲目のラジオ・ヒットとなる。
この後、妊娠したジラードに代わり、ドロレス・"ラ・ラ"・ブルックスが加入。
1962年、キャロル・キング、ジェリー・ゴフィン作の「He Hit Me (And It Felt Like a Kiss)」は歌詞に問題があるとされ、ラジオでもあまりかからず、Billboard Hot 100にチャートインしなかった。

## ニセ・クリスタルズと謎のレコーディング
フィル・スペクターは「ヒー・ヒット・ミー」の失敗後すぐ、クリスタルズを使ってジーン・ピットニー作の「ヒーズ・ア・レベル」（He's A Rebel）をレコーディングしようとしていた。
しかし、ニューヨークを拠点とするクリスタルズは、ロサンゼルスに本拠を置くスペクターの下には迅速に移動できず、他のバージョンがリリースされないうちにこの曲をプロデュースしてしまいたかったスペクターは、ロサンゼルスにいたダーレン・ラヴと彼女のバッキング・グループのブロッサムズを使ってレコーディング、その音源をクリスタルズ名義でリリースしてしまった（この曲はもともとシレルズにオファーしたものであったが、シレルズのメンバーはその反体制的な歌詞に難色を示し、オファーを断っていた）。
この曲は（本人たちのレコーディングではないにもかかわらず）クリスタルズを少女グループからワイルドな大人の歌手へイメージチェンジさせることになり、後のグループ（シャングリラスの「リーダー・オブ・ザ・パック」など）への布石にもなり、皮肉なことに全米ナンバー1にまで上りつめてグループ最大のヒットとなった。
続く「愛しているんだもの」（He's Sure the Boy I Love）も同じくラヴとブロッサムズの歌唱が使用され11位まで上昇した。
クリスタルズ名義の次作「Let's Dance The Screw - Part I」は、当時のラジオではオンエアされる可能性が極めて低い6分近くの長い曲で、短いフレーズを繰り返すだけの単調で無表情な歌詞と、スペクター得意のウォール・オブ・サウンドとは程遠い薄っぺらなバッキングで構成された、ポップ・ミュージック史上もっとも奇妙な作品のひとつである。
このレコーディングが本当のクリスタルズのものか、ラヴとブロッサムズのものなのかは今もって不明である。結局、この曲はシングルとしてリリースされなかった。

## 本家クリスタルズの復帰
「Let's Dance The Screw - Part I」の謎多いレコーディングの時期を経て、1963年には本家クリスタルズが彼女たちの名前の下でレコーディングに復帰。しかし、この時点でメアリー・トーマスは結婚して他のグループに移籍。同時に、デビュー以来リードをつとめていたが元来シャイでステージに弱かったバーバラ・アルストンに代わり、"ラ・ラ"・ブルックスがリードにコンバートされた。
「Let's Dance The Screw - Part I」に続く6枚目のシングルは彼女たちの代表曲となる「ハイ，ロン・ロン」（Da Doo Ron Ron）。この曲も最初はダーレン・ラヴとブロッサムズによってレコーディングされたが、リリース直前になってスペクターはラヴのリードのみを"ラ・ラ"・ブルックスのものに差し替えた。曲はアメリカ、イギリス双方でトップ10ヒットとなった。続く「キッスでダウン」（Then He Kissed Me）は「He Hit Me (And It Felt Like a Kiss)」以来、本来のクリスタルズが全員レコーディングに参加した曲となった。
しかし、ヒット・シングルを量産していたにもかかわらず、ラヴとブロッサムズの一件、ロイヤリティに対する不満、またスペクターが1964年以降クリスタルズよりもザ・ロネッツに力を入れ始めたことなどにより、グループとスペクターの関係は徐々に悪化していった。

## スペクターとの決別 - 解散 - 再結成
1964年にリリースした2枚のシングルはいずれも商業的には惨敗。グループはフィレス・レコードを去り、ユナイテッド・アーティスツに移籍する。
同年、ライトがグループを脱退し、後任にはツアー中にグループと知り合ったフランセス・コリンズが加入。その年の終わりにはアルストンが脱退し、グループはトリオ編成になった。
トリオ編成で「My Place」「You Can't Tie a Good Girl Down」の2曲をレコーディング。1967年に弱小レーベルのミシェル・レコードからもう1枚シングルをリリースした後、グループはいったん解散した。
しかしその後、1971年に再結成。現在も、唯一のオリジナル・メンバーであるケニーブリューを中心に、2002年加入のメルソールトゥリー・アントワネット、2005年加入のパトリシア・プリンチェット・ルイスの3人組で活動中である。

## ディスコグラフィ

### スタジオ・アルバム
- 『ツイスト・アップタウン』 - Twist Uptown (1962年)
- 『ヒーズ・ア・レベル』 - He's a Rebel (1963年) ※全米131位
- He's a Rebel featuring Lala Brooks (1986年)

### コンピレーション・アルバム
- 『ザ・クリスタルズ・シング・ザ・グレイテスト・ヒッツ、ヴォリューム1』 - The Crystals Sing the Greatest Hits, Volume 1 (1963年)
- 『クリスタルズ・グレイテスト・ヒッツ』 - The Crystals Sing Their Greatest Hits (1975年)
- Greatest Hits (1988年)
- Greatest Hits (1990年)
- 『ベスト・オブ・ザ・クリスタルズ』 - The Best of the Crystals (1992年)
- One Fine Day (2004年)
- 『ダ・ドゥ・ロン・ロン～ザ・ヴェリー・ベスト・オブ・ザ・クリスタルズ』 - Da Doo Ron Ron: The Very Best of the Crystals (2011年)
- Playlist : The Very Best of the Crystals (2016年)

### シングル

#### バーバラ・アルストン リード・ボーカル
- "There's No Other (Like My Baby)" (1961年) ※全米20位
- 「恋のアップタウン」 - "Uptown" (1962年) ※全米13位
- "He Hit Me (And It Felt Like a Kiss)" (1962年)

#### ダーリーン・ラヴ リード・ボーカル
- 「ヒーズ・ア・レベル」 - "He's a Rebel" (1962年) ※全米1位、全英19位
- 「愛しているんだもの」 - "He's Sure the Boy I Love" (1963年) ※全米11位
- "(Let's Dance) The Screw - Part 1" (1963年) ※グループ・ボーカル

#### ドロレス "ラ・ラ" ブルックス リード・ボーカル
- 「ハイ，ロン・ロン」 - "Da Doo Ron Ron" (1963年) ※全米3位、全英5位（1974年再発・全英15位）
- 「キッスでダウン」 - "Then He Kissed Me" (1963年) ※全米6位、全英2位
- 「アイ・ワンダー」 - "I Wonder" (1964年) ※全英36位
- "Little Boy" (1964年) ※全米92位
- "All Grown Up" (1964年) ※全米98位
- "You Can't Tie a Good Girl Down" (1965年)
- "Are You Trying to Get Rid of Me" (1966年)
- "Ring-A-Ting-A-Ling" (1967年) ※バーバラ・アルストン リード・ボーカル